# Holyhead
Holyhead  (pron.: /ˈhɒlɪhɛd/, ; in gallese: Caergybi, pron. /kɑːɨrˈɡəbi/, lett. "fortezza di (San) Cybi"; 11.000 ab. ca.) è il centro principale della contea di Anglesey (Galles nord-occidentale) e dell'isola nota come Holyhead Island o Holy Island, isola sul Mare d'Irlanda situata a nord-ovest dell'Isola di Anglesey (con cui è collegata tramite un ponte).
La località è un punto di collegamento via mare con l'Irlanda, e terminale dell'Irish Mail, linea ferroviaria che la collega a Londra.

## Geografia fisica
Holyhead si trova nella parte orientale di Holyhead Island, a ca. 40 km a nord-ovest di Beaumaris.
Al largo di Holyhead si trova l'isolotto di South Stack.

## Società

### Evoluzione demografica
Al censimento del 2001, la cittadina contava una popolazione di 11.237 abitanti.

## Storia
La città fu fondata nel 300 d.C. dai Romani come base navale.

## Galleria d'immagini

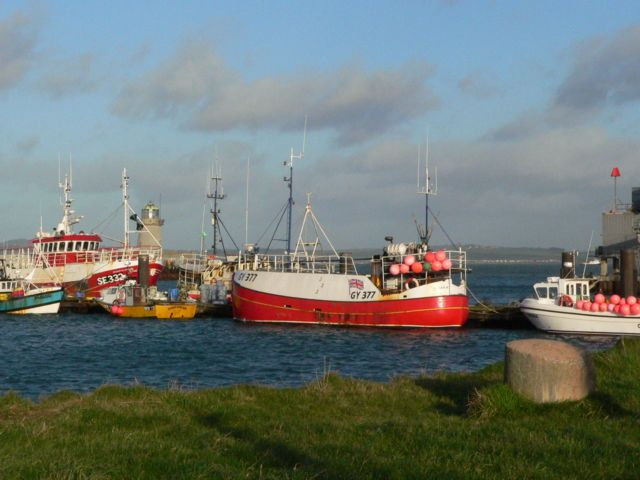
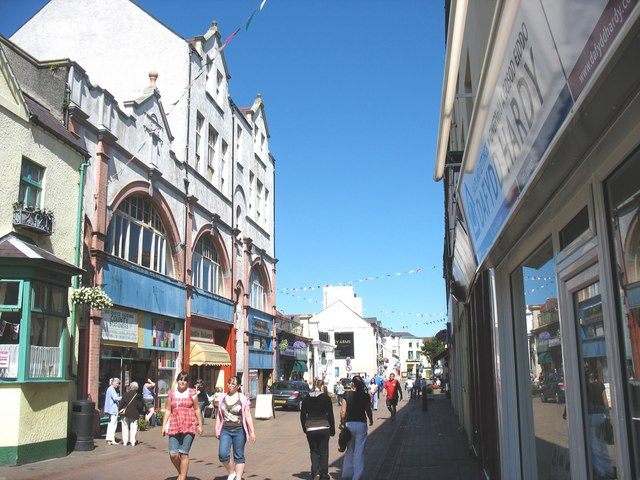
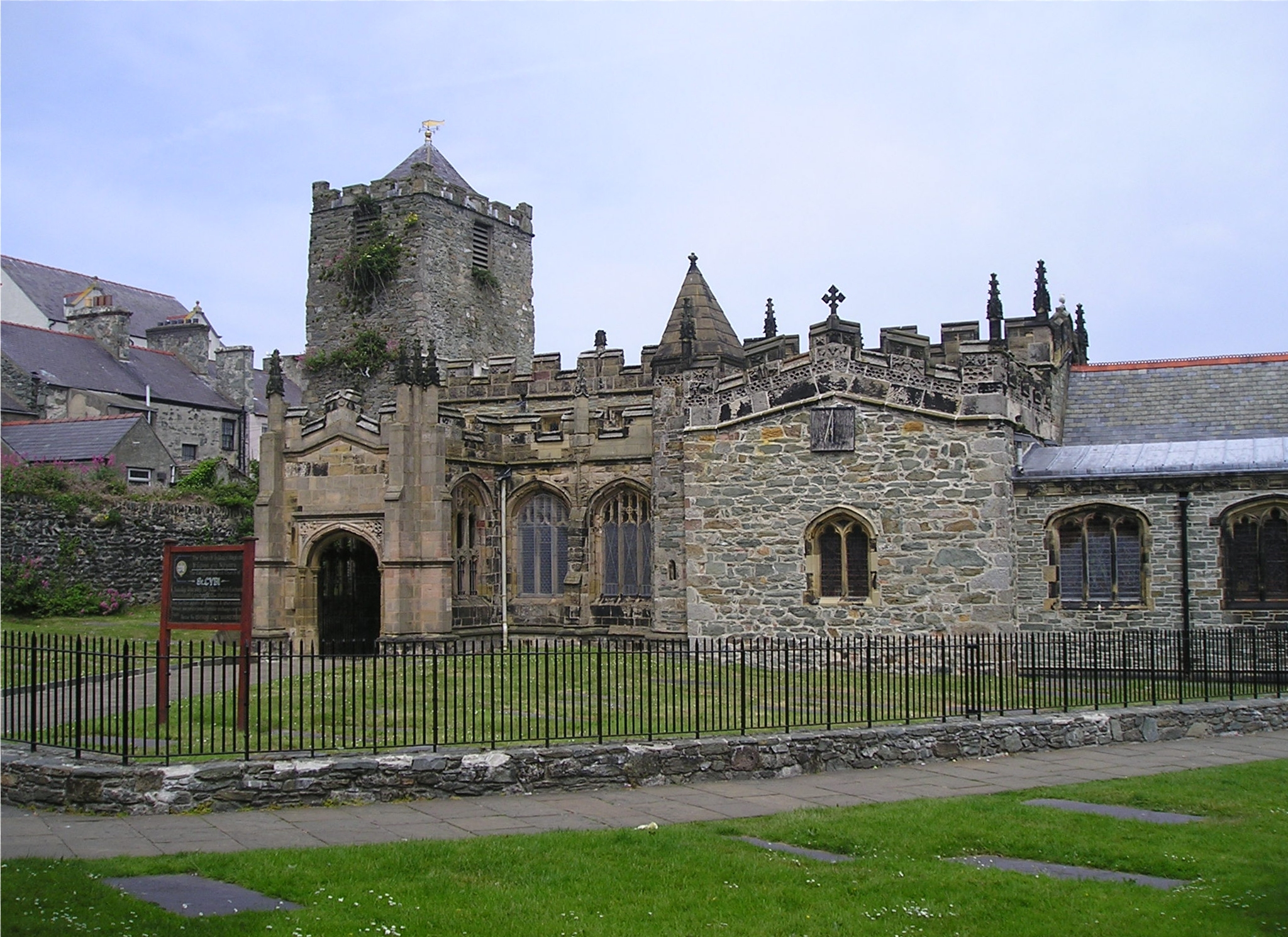

## Luoghi d'interesse
- Chiesa di San Cybi
- Holyhead Maritime Museum